# درازبزرگ‌دهانان
درازبزرگ‌دهانان (نام علمی: Dolichomacrostomidae) نام یک خانواده از راسته بزرگ‌دهان‌سانان است.